# Ϸ
Sho (Ϸ) era una letra añadida al alfabeto griego utilizada para escribir el idioma bactriano. Su nombre moderno es sho.

## Historia

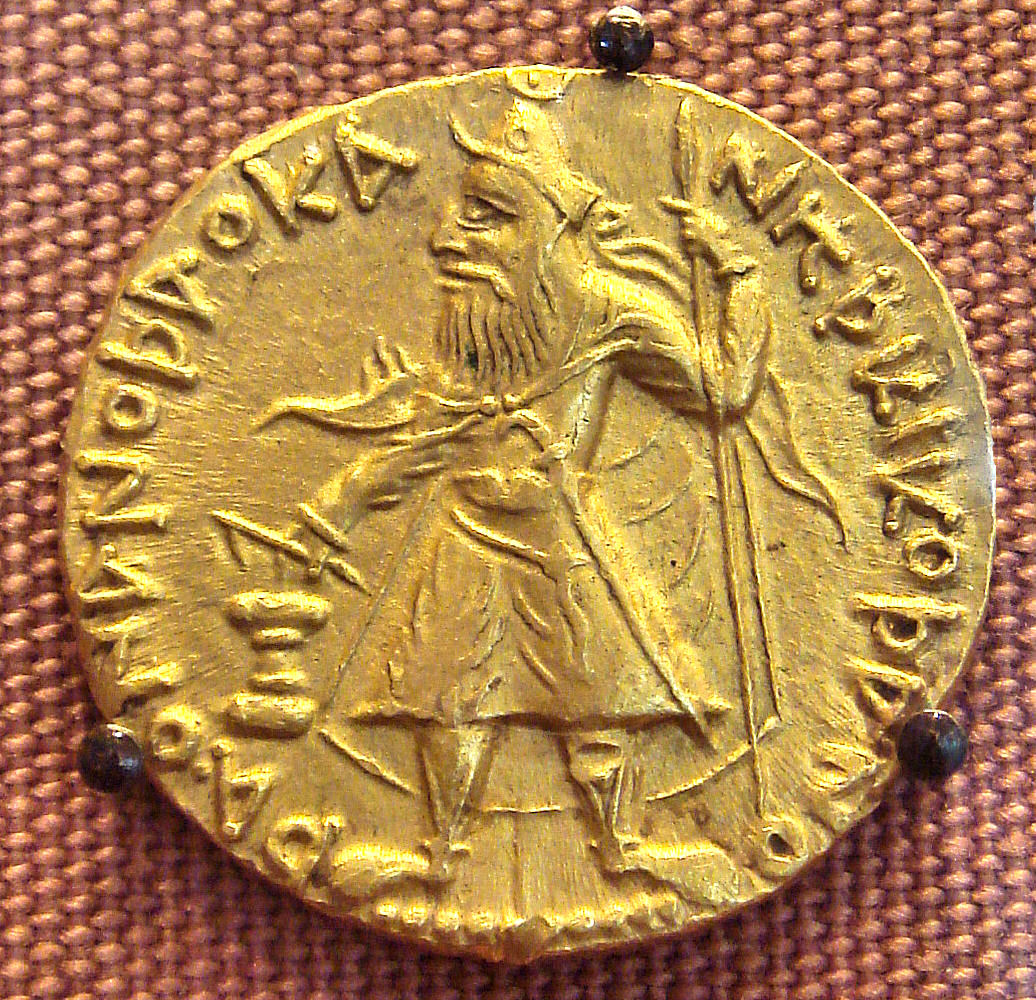
Moneda del rey Kanishka, con la inscripción:
ϷΑΟΝΑΝΟϷΑΟ ΚΑΝΗϷΚΙ ΚΟϷΑΝΟ
("Rey de Reyes Kanishka el kushán").

En el 328 a. C., la Bactriana - país situado en el norte del actual Afganistán - fue conquistada por los ejércitos de Alejandro Magno. En el 123 a. C., la región fue conquistada por los tocarios que decidieron adoptar el alfabeto griego para escribir su lengua local. La letra sho fue creada para transcribir un sonido empleado en bactriano pero que no existía en el griego.
Entre las variaciones formales de la letra se encuentras las cuatro formas siguientes:

## Uso
Ϸ se empleaba para transcribir el sonido de una consonante fricativa postalveolar sorda (escrita como [ʃ] en AFI, pronunciada como la sh en inglés o la x asturiana) en bactriano, una lengua indoirania ya extinta.

## Unicode
La letra posee las siguientes representaciones Unicode:
| Carácter      | Ϸ                        | Ϸ                        | ϸ                      | ϸ                      |
| ------------- | ------------------------ | ------------------------ | ---------------------- | ---------------------- |
| Unicode       | GREEK CAPITAL LETTER SHO | GREEK CAPITAL LETTER SHO | GREEK SMALL LETTER SHO | GREEK SMALL LETTER SHO |
| Codificación  | decimal                  | hex                      | decimal                | hex                    |
| Unicode       | 1015                     | U+03F7                   | 1016                   | U+03F8                 |
| UTF-8         | 207 183                  | CF B7                    | 207 184                | CF B8                  |
| Ref. numérica | &#1015;                  | &#x3F7;                  | &#1016;                | &#x3F8;                |